# Air Force Two

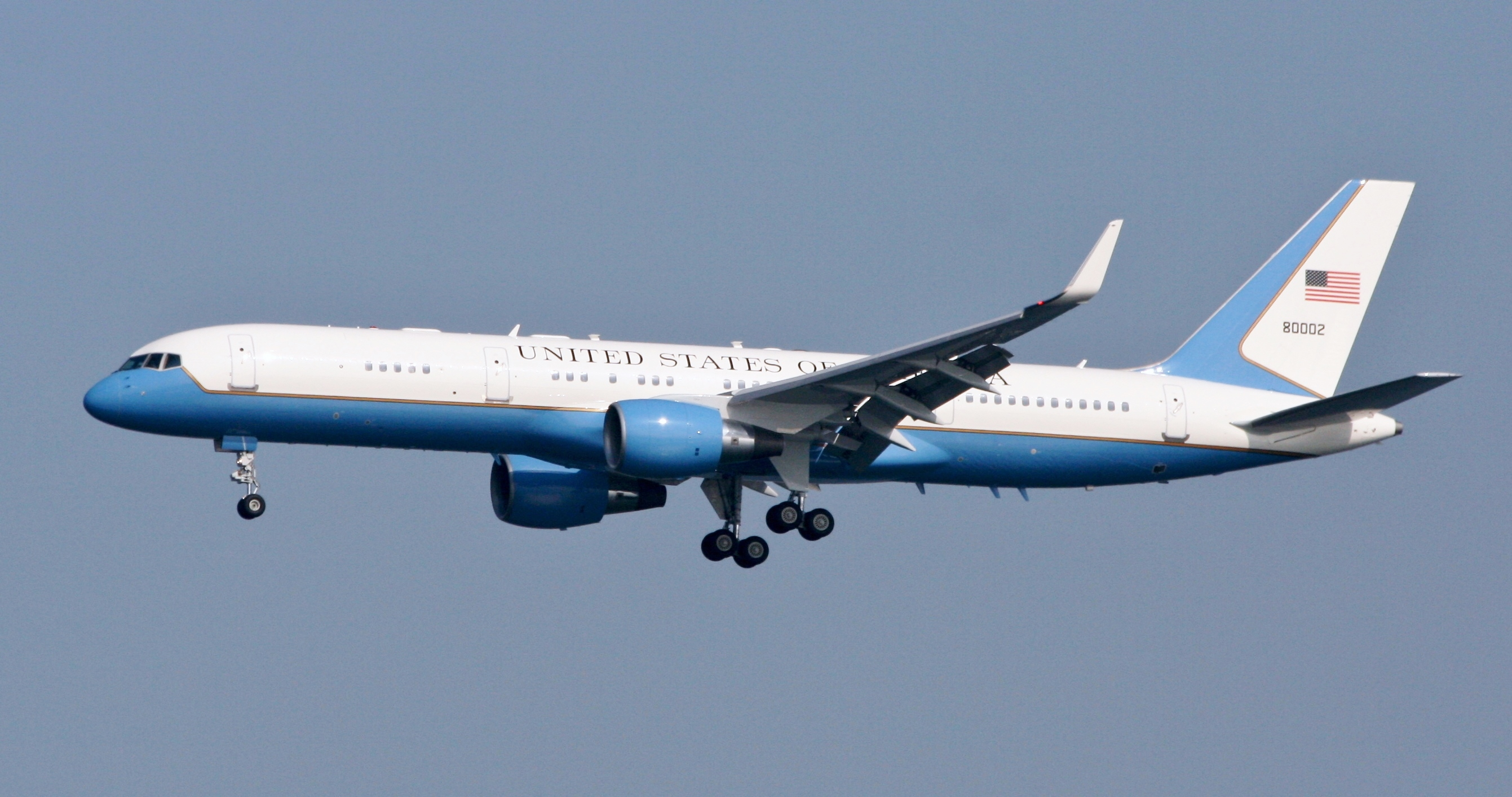
Boeing C-32, varianta Boeingu 757. Používaného pro přepravu viceprezidenta USA.

Air Force Two je volací jméno každého letadla, na jehož palubě se nachází úřadující viceprezident Spojených států amerických. Tento volací znak je obvykle spojován s letadlem Boeing C-32, což je speciálně upravená verze Boeingu 757, určená pro transport viceprezidenta. Někdy je k tomuto účelu využíván i C-40 Clipper, upravený Boeing 737.

## Charakteristika
K transportu prezidenta a viceprezidenta jsou navíc používány také vrtulníky typu Sikorsky SH-3 Sea King nebo VH-60N ver. White Hawk z Vrtulníkové perutě Námořní pěchoty 1, obvykle zkracované HMX-1. Takový vrtulník, na jehož palubě se nachází prezident, je označován kódem Marine One a při transportu viceprezidenta se užívá volací kód Marine Two.